# Lycoming T55
Le Lycoming T55 (désignation de la compagnie Lycoming LTC-4) est un turbomoteur utilisé sur les hélicoptères et appareils à voilure fixe américains depuis les années 1950. Conçu et produit par Lycoming Turbine Engine Division, à l'usine Avco de Stratford (Connecticut), il est une version améliorée du Lycoming T53. Les deux moteurs sont désormais produits par Honeywell Aerospace. Le T55 sert également de cœur pour le turbofan Lycoming ALF 502.

## Versions
- LTC4
- LTC4A
- LTC4B-8
- LTC4B-12
- T5508D : Version commerciale du LTC4-8D ;
- AL5512
- T55-L-7 : livrée en 1961, 2 200 cv
- T55-L-9
- T55-L-11
- T55-L-712
- T55-L-714
- T55-L-714A
- T55-GA-714
  - T55-GA-714C : Testée depuis 2021, puissance de 6 000 cv[2]
- T55-GA-715 : Version en cours de développement, dotée de pales à géométrie variable.

## Applications
- Bell 309 KingCobra ;
- Boeing CH-47 Chinook ;
- Boeing Vertol 360 ;
- Boeing RC-135 : Un T55 fut ajouté au RC-135E, afin de produire de l'énergie en quantités suffisantes pour alimenter son radar à antenne électronique ;
- Curtiss-Wright X-19 ;
- North American YAT-28E Trojan ;
- Piper PA-48 Enforcer ;
- Hydroglisseur H1 Unlimited (en).